# Сима Пандуровић
Сима Пандуровић (Београд, 14. април 1883 — Београд, 27. август 1960) био је српски песник, естетичар, есејиста, критичар, драматичар и преводилац.
Своје стваралаштво отпочео је са песмама с почетком XX века са пјесницима песимизма (Милан Ракић, и Владислав Петковић Дис), под утицајем проклетих пјесника (Шарл Бодлер, Едгар Алан По). Преводио је дела Вилијама Шекспира и Молијера. У периоду између два светска рата био је високи чиновник Министарства просвете, а за време окупације сарадник „Југоистока“ и Српске књижевне задруге. Због објављивања неколицине текстова за време окупације и давања јавне подршке Недићевом режиму после Другог светског рата био је осуђен на губитак српске националне части у трајању од пет година.

## Биографија
Рођен је од оца Јефте и мајке Јулијане, рођене Бећаревић. Другу мушку гимназију и Филозофске студије завршио је у Београду.
Почео је да службује као професор Ваљевске гимназије 1907. године. Јануара 1909. се верио а потом и оженио Браниславом (1887 — 1975), ћерком адвоката Трифуна Милошевића (1847 — 1912) из Ваљева и Милеве. Имали су двоје деце, прво дете је био син Војислав рођен 1912. у Ваљеву. По сопственој молби и уз помоћ Јована Скерлића добио је указ 11. октобра 1910. којим је прешао за професора тада отворене Четврте мушке гимназије у Београду. Учествовао је у Првом светском рату али је због болести отпуштен кући. Током окупације живео је у Ваљеву са женом и двоје мале деце код њене родбине. Због једног говора који је одржао на збору 1917. у Ваљеву интерниран је у логор Болдогасоњ, а потом у логор Нежидер, где је остао до завршетка рата. После Првог светског рата био је секретар Министарства просвете и помоћник управника Народне библиотеке 1922-23 одакле је и пензионисан 14. јуна 1923.
Рано је почео да пише песме, а истовремено је радио на издавању и уређивању часописа. Још као студент, са групом књижевних истомишљеника, основао је часопис „Полет“, затим са Дисом уређивао „Књижевну недељу“, а после Првог светског рата основао часопис „Мисао“ који је уређивао заједно са Велимиром Живојиновићем Масуком.
Пандуревићево књижевно дело је обимно и разноврсно: „Посмртне почасти“, „Дани и ноћи“, а 1910. године је у Народном позоришту у Београду приказана његова драма „На згаришту“, коју је написао са Костом Петровићем. За време Првог светског рата Друштво хрватских књижевника издало му је сабране песме под насловом „Оковани стихови“. По ослобођењу ова збирка је допуњена и објављена у Београду под насловом Стихови. Последња његова збирка песама „Песме“, садржи 109 песама које је он сам изабрао уз изјаву да све остало што је написао у стиху одбацује као да није написано. Једна од његових познатијих песама је „Светковина“.
Пандуревићева дела из области књижевне критике и естетике су: „Огледи из естетике“, „Разговори о књижевности“, Богдан Поповић. Пандуровић је успешно преводио Молијеровог „Тартифа“ и Шекспирове трагедије и драме „Хамлет“, „Ричард III“, „Хенри IV“, „Магбет“ и „краљ Лир“, све са Живојином Симићем.
После Другог светског рата је ухапшен и судио му је Суд части 1945. године, као и Жанки Стокић. Осуђен је на пет година губитка српске националне части због објављивања текстова у време окупације, за учествовање у раду управног одбора Српске књижевне задруге током окупације (из кога су били одстрањени сви противници квислиншког режима) и иступања на Коларчевом универзитету у друштву високих квислиншких званичника Велибора Јонића и Владимира Велмар-Јанковића.

## Дела
Одабрана дела
- Посмртне почасти, 1908
- На згаришту, драма, 1910
- Дани и ноћи, 1912
- Оковани слогови, 1918
- Огледи из естетике, 1920
- Стихови, 1921
- Разговори о књижевности, 1927
- Богдан Поповић, 1931
- Дела, V томова, 1935—1937
- Дворана младости, 1955
- Песме, 1959

Преводи
- Le roi s'amuse, 1904
- Athalie, 1913
- Романтицче Душе, 1919
- Тартиф
- Хамлет
- Ричард III
- Хенри IV
- Краљ Лир
- Макгет